# 黑爾森峰
46°18′17″N 8°11′30″E / 46.30472°N 8.19167°E

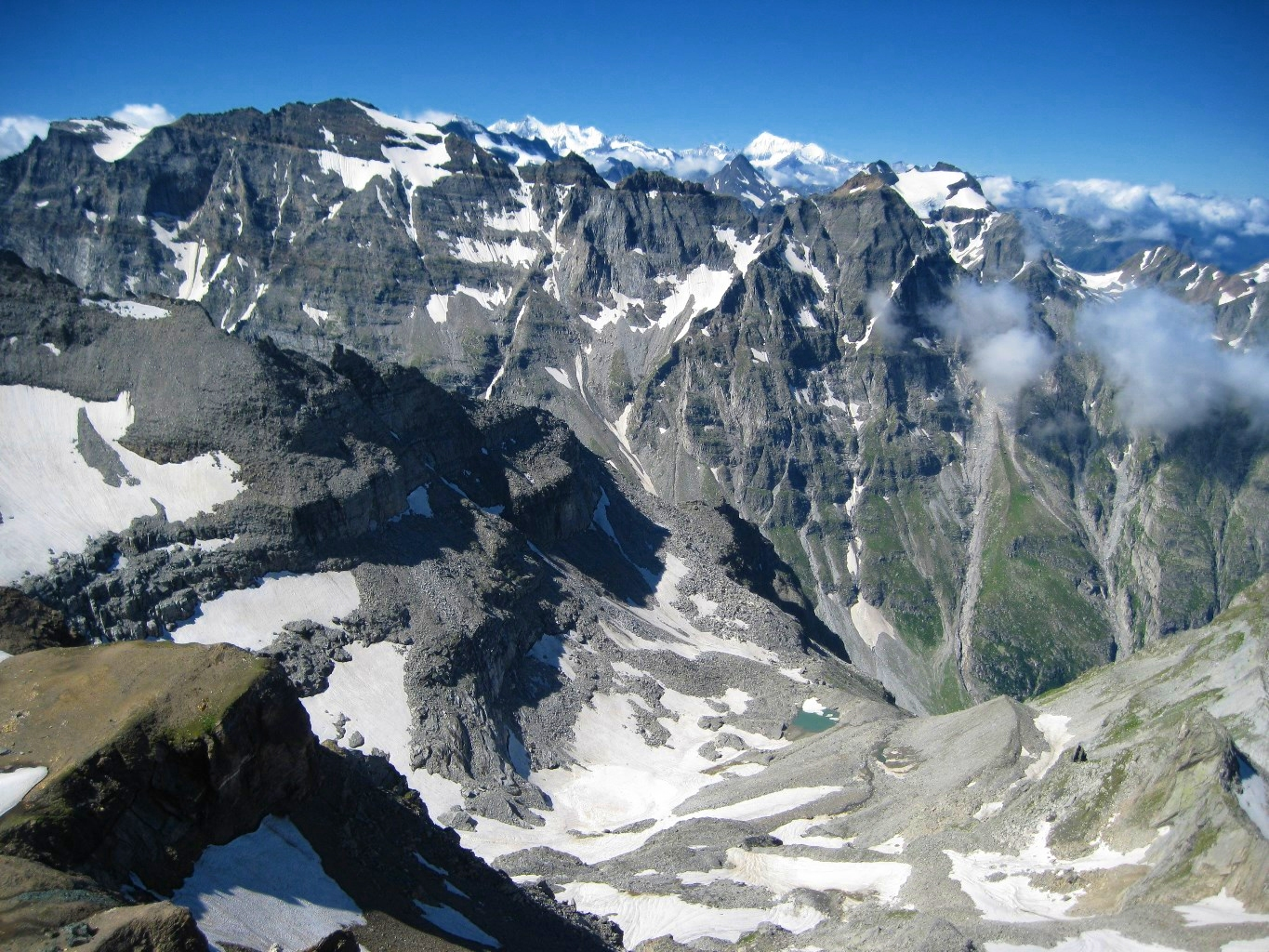

黑爾森峰（Helsenhorn），是瑞士的山峰，位於該國西南部，由瓦萊州負責管轄，屬於勒蓬廷阿爾卑斯山脈的一部分，海拔高度3,272米，人類在1863年8月首次登頂。